# Teatre oest de la Guerra de la Revolució Americana
El Teatre oest de la Guerra de la Revolució Americana va ser la zona de conflicte a l'oest de les muntanyes Apalatxes entre 1775 i 1783, durant la guerra de la Revolució Americana.
La regió que es va convertir en el territori nord-oest dels Estats Units d'Amèrica, així com els estats de Kentucky, Tennessee i Missouri. La guerra de l'Oest es va combatre principalment entre els indis americans junt amb els seus aliats britànics a Detroit contra els colons estatunidencs al sud i a l'est del riu Ohio.

## Antecedents
Quan va començar la Guerra de la Revolució Americana el 1775, el riu Ohio va marcar una feble frontera entre les colònies estatunidenques i els indis americans de la regió d'Ohio. Aquesta frontera va tenir els seus orígens en la Proclamació reial de 1763, que va prohibir als colons britànics establir-se a l'oest de les muntanyes Apalatxes. La Corona Britànica havia emès la Proclamació després de la Guerra franco-índia (1754-1763) per tal d'evitar els conflictes entre indis i colons al vast territori recentment adquirit per França. Els colons i els especuladors de terres de la Gran Bretanya i Amèrica es van oposar a aquesta restricció, per la qual cosa els oficials britànics van negociar dos tractats amb els indis americans el 1768, el Tractat de Fort Stanwix i el Tractat de Hard Labour, que van obrir terres per a l'assentament al sud del riu Ohio. A partir de llavors, les tensions entre els oficials britànics i els colons sobre la política territorial occidental van disminuir.

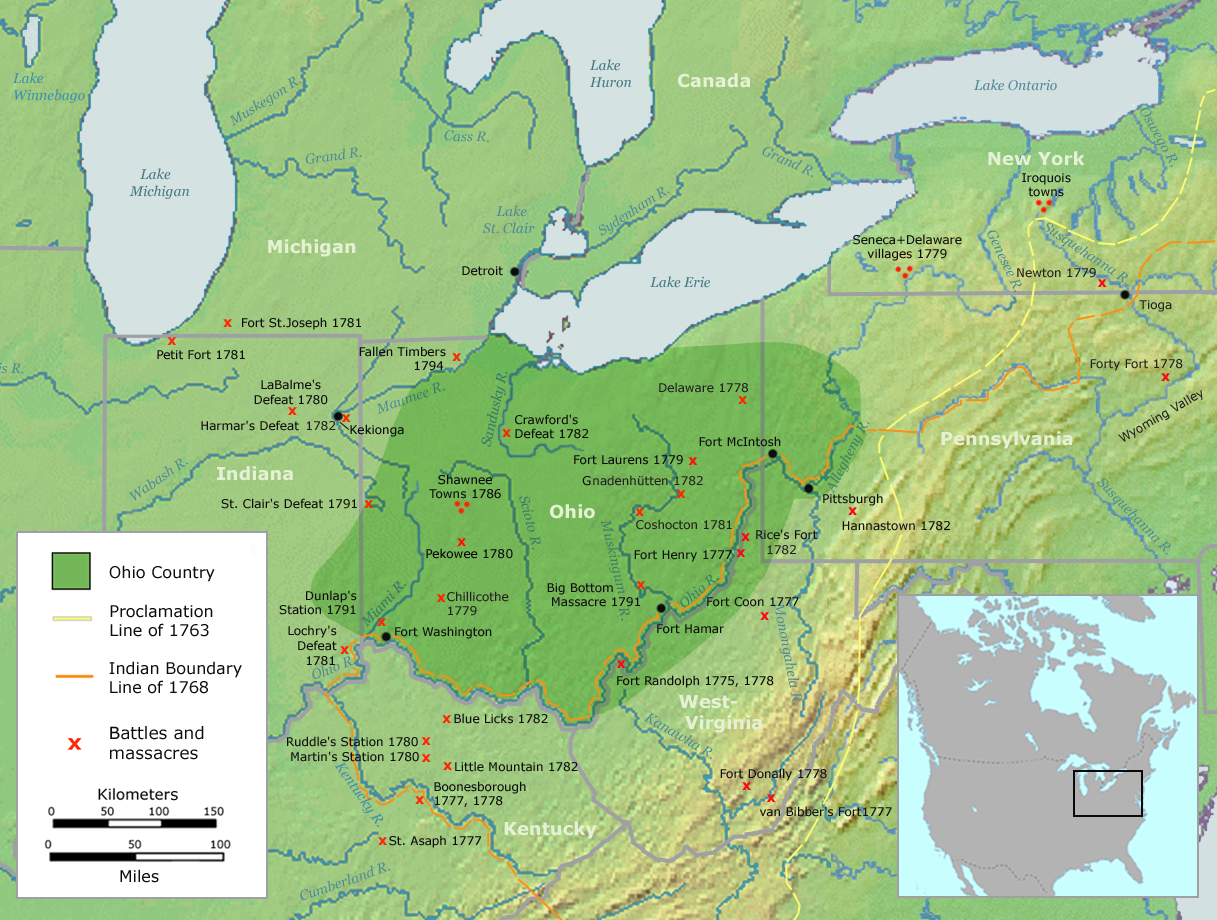
Mapa de la vall del riu Ohio
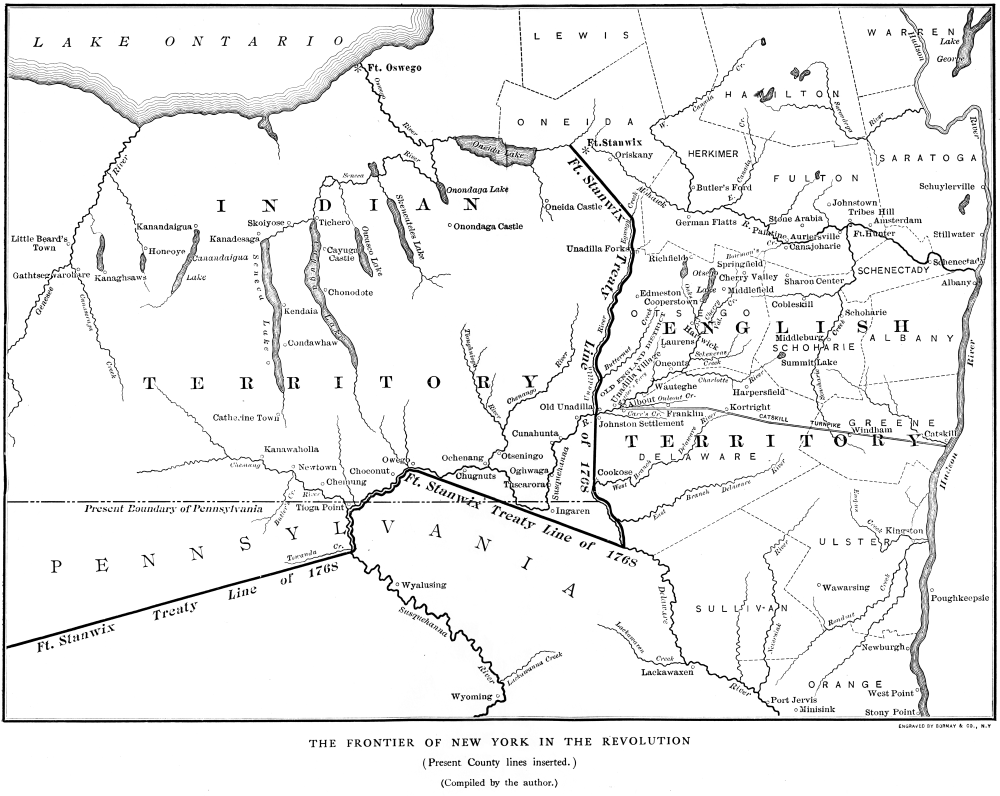
Una part de la línia del tractat de Fort Stanwix del 1768, que mostra la frontera de Nova York
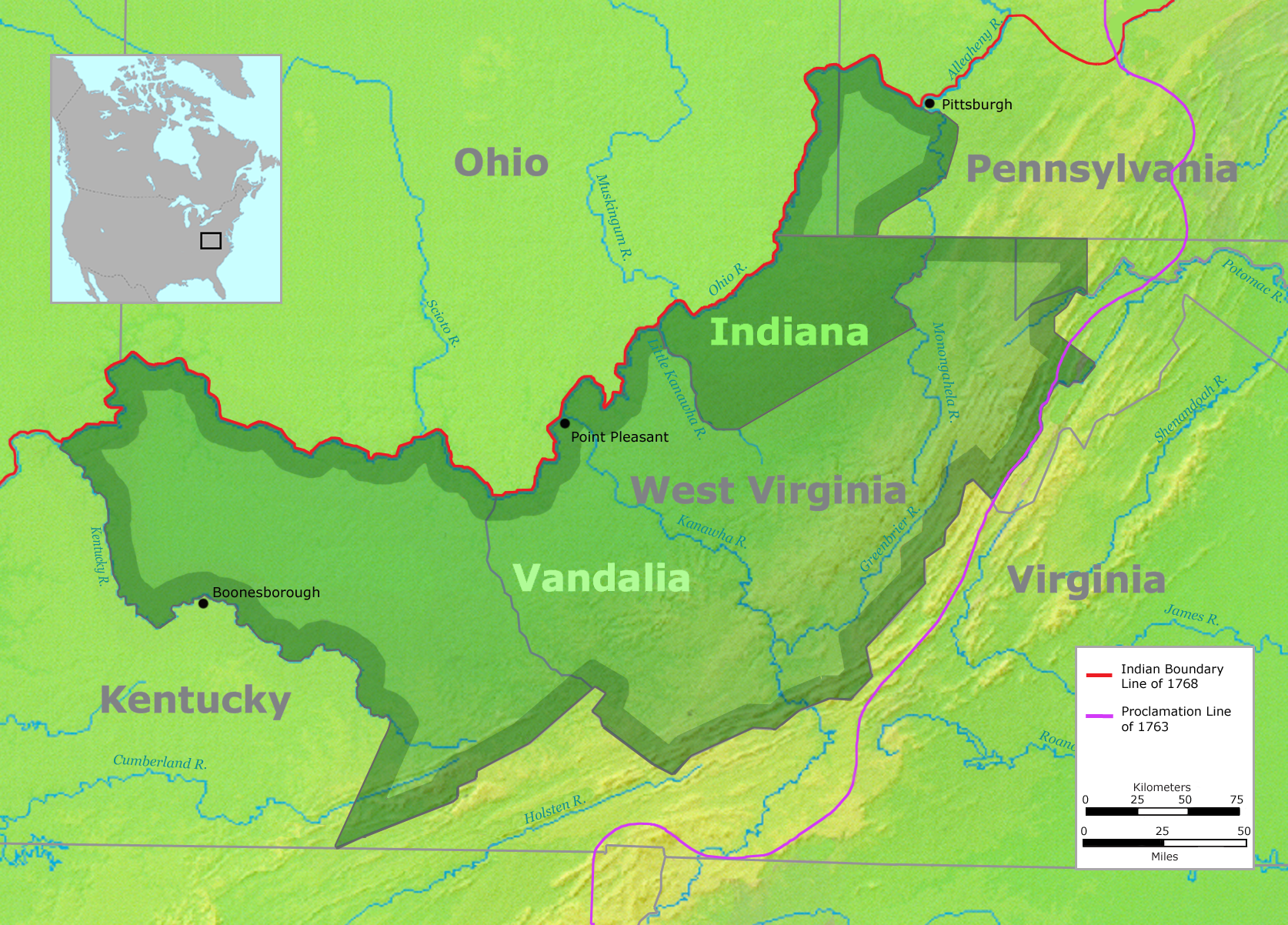
Zona de disputa entre indis i colons

La majoria dels indis que llavors vivien i caçaven a la vall d'Ohio (shawnees, mingos, delawares i wyandots) no havien estat consultats als tractats de 1768. Enfadats amb els iroquesos per vendre les seves terres als britànics, els shawnees va començar a organitzar una confederació d'indis occidentals amb la intenció d'impedir la pèrdua de les seves terres. Els oficials britànics i iroquesos van treballar per aïllar diplomàticament els shawnees d'altres nacions índies, i així quan va esclatar la Guerra de Dunmore el 1774, els shawnees es van enfrontar contra la milícia de Virgínia amb pocs aliats. Després de la victòria de Virgínia a la guerra, els shawnees van ser obligats a acceptar la frontera del riu Ohio. Els líders dels shawnee i mingo, que no estaven d'acord amb aquests termes, van renovar la lluita poc després que la Guerra de la Revolució Americana començés el 1775.

## Del 1775 al 1776 - Neutralitat i petites escaramusses
Inicialment, tant els britànics com el Congrés Continental pretenien mantenir els indis americans de l'oest fora de la guerra. A Fort Pitt, a l'octubre de 1775, els líders estatunidencs i indis van reafirmar la frontera establerta per la guerra de Dunmore l'any anterior. Sense el suport britànic, els líders indis com Chief Blackfish (shawnee) i Plugy (mingo) van atacar a Kentucky amb l'esperança de fer fora els colons. El governador Patrick Henry, de Virgínia, va voler prendre represàlies atacant la ciutat de Pluggy al territori d'Ohio, però va cancel·lar l'expedició per por que la milícia no fos capaç de distingir entre indis neutrals i hostils, i així fer-se enemics dels neutrals delawares i shawnees. No obstant això, els shawnees i els delawares es van dividir cada cop més sobre si participaven o no en la guerra. Mentre que líders com White Eyes (delaware) i Cornstalk (shawnee) van instar a la neutralitat, Buckongahelas (delaware) i Blue Jacket (shawnee) van decidir lluitar contra els estatunidencs.
A Kentucky, pobladors i caçadors aïllats es van convertir en l'objectiu freqüent dels atacs, obligant molts a tornar a l'est. A finals de la primavera de 1776, menys de 200 colons van romandre a Kentucky, principalment als assentaments fortificats de Boonesborough, Harrodsburg i Logan's Station. El desembre de 1776, Pluggy va ser mort durant l'atac a McClellan's Station, que es trobava al lloc de l'actual Georgetown (Kentucky).

## 1777 - L'escalada del conflicte
El 1777, els britànics van llançar una ofensiva important des del Canadà. Amb l'objectiu de proporcionar una diversitat estratègic per a les operacions al nord-est, els oficial de Detroit van començar a reclutar i armar grups d'indis per assaltar assentaments estatunidencs. Aquestes incursions van matar a un nombre desconegut de colons estatunidencs dels actuals territoris de Kentucky, Virginia Occidental i Pennsilvània. La intensitat del conflicte va augmentar després que els milicians estatunidencs enfurismats assassinessin Cornstalk, el principal defensor de la neutralitat dels shawnee, el novembre de 1777. Malgrat la violència, molts indis d'Ohio encara esperaven quedar-se fora de la guerra. Aquesta era una tasca difícil perquè es trobaven directament entre els britànics a Detroit i els estatunidencs al llarg del riu Ohio.

## Del 1778 al 1779 - Els avenços estatunidencs
En els primers anys de la guerra, els virginians havien intentat defensar la seva frontera occidental amb milicians protegits per forts de fusta al llarg del riu Ohio: Fort Pitt, Fort Henry i Fort Randolph. Defensar una frontera tan llarga va resultar inútil, però els indis americans simplement van passar dels forts durant les incursions. El 1778, els estatunidencs van decidir que calia operacions ofensives per assegurar la seva frontera occidental.

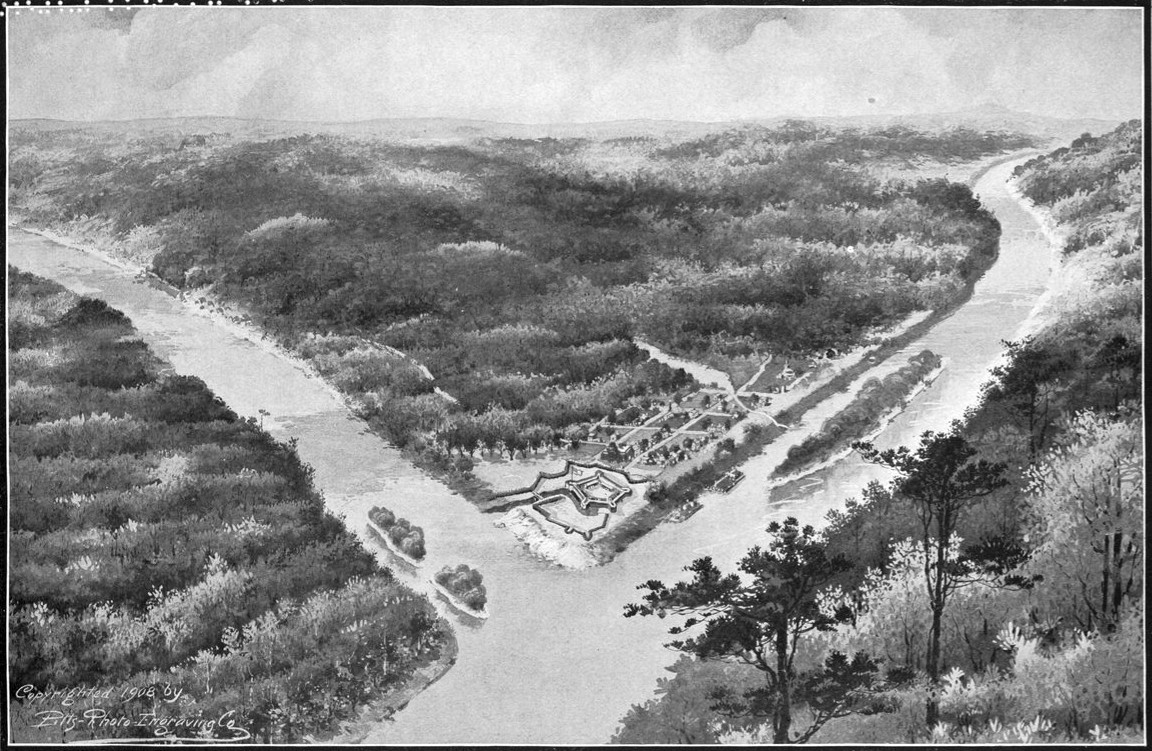
Interpretació de l'artista de Fort Pitt el 1759, amb rius Allegheny (esquerra) i Monongahela. A la seva confluència es troba el riu Ohio (part inferior)
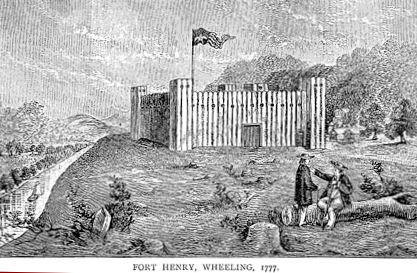
Gravat de Fort Henry, 1777
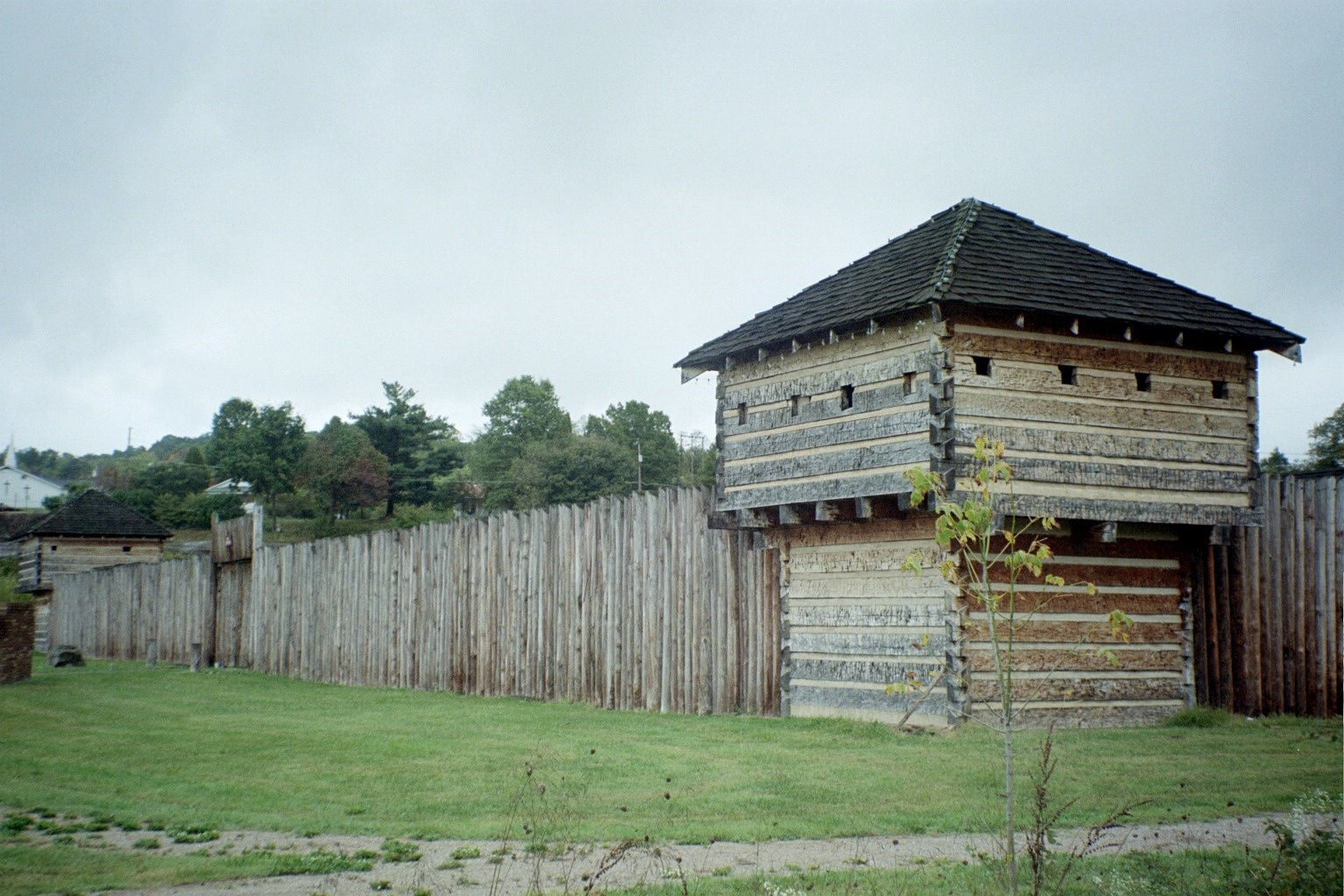
Rèplica moderna del Fort Randolph, que els estatuniencs van construir al llarg del riu Ohio el 1776

### Els problemes al Fort Pitt
La primera expedició estatunidenca al territori d'Ohio va ser una debacle. Al febrer de 1778, el general Edward Hand va dirigir 500 milicians de Pennsilvània des del Fort Pitt en una sorprenent marxa d'hivern cap a les poblacions dels mingos al riu Cuyahoga, on els britànics van emmagatzemar subministraments militars que van distribuir als grups atacants indis. Tot i això, les condicions meteorològiques adverses van impedir que l'expedició arribés al seu objectiu. Durant la marxa de retorn, alguns homes de Hand van atacar indis delaware pacífics, matant un home i unes quantes dones i nens, inclosos familiars de Captain Pipe, el cap dels delaware. Com que només els no-combatents havien estat assassinats, l'expedició es va fer coneguda amb el nom de «la campanya de les squaw».
A més de la milícia desagradable, el sentiment lleialista al voltant de Pittsburgh també va contribuir als problemes de Hand. Al març de 1778, tres homes amb estrets lligams amb els indis americans i amb els britànics van marxar de Pittsburgh, desafectant-se del bàndol britànic i indi. Van ser Simon Girty (un intèrpret que havia guiat la «campanya de les squaw»), Matthew Elliot (un comerciant local), i Alexander McKee (agent del British Indian Department. Els tres demostrarien ser valuosos operatius britànics a la guerra. Enmig de moltes crítiques, i davant una investigació del Congrés per haver permès als homes desafectats, Hand va dimitir el maig de 1778.

### La realització de tractats i construcció de forts
Després de l'escalada de la guerra el 1777, els estatunidencs a la frontera occidental van fer una crida al Congrés Continental per protegir-la. Després d'una investigació, una comissió del Congrés va recomanar a principis del 1778 que dos regiments de l'Exèrcit Continental estiguessin estacionats a l'Oest. A més, com que una línia defensiva de forts tenia poc efecte sobre les incursions índies als assentaments estatunidencs, els comissaris van demanar que es construís un fort al costat indi del riu Ohio, el primer d'una línia de forts que permetés als estatunidencs realitzar una expedició contra Detroit.
El fort de Hollidays Cove era una fortificació de la Guerra de la Revolució construït el 1774 per soldats del Fort Pitt. Es trobava al que actualment és el centre de Weirton (Virgínia Occidental), al llarg del rierol Harmons Creek (anomenat per Harmon Greathouse), a uns 3 km de la seva desembocadura al riu Ohio. Va ser comandat pel coronel Andrew Van Swearingen (1741-1793) i més tard pel seu gendre, el capità Samuel Brady (1756-1795), el famós líder dels Rangers de Brady. El 1779, més de 28 milícies van ser guarnides a Hollidays Cove. Dos anys abans, el coronel Van Swearingen va dirigir una desena de soldats en llanxa llarga cap al riu Ohio per ajudar a rescatar els habitants de Fort Henry in Wheeling en un setge dels britànics i de tribus índies el 1777. Aquesta missió va ser memorialitzada en un mural de l'era WPA pintat a la paret de la Cove Post Office per Charles S. Chapman (1879-1962). El mural apareix amb el coronel John Bilderback, qui després es va guanyar la infàmia com a líder de la massacre dels indis moravians a Gnadenhutten el 1782.
Per construir un fort a la regió de l'Ohio, els estatunidencs van buscar l'aprovació dels indis delaware. El setembre del 1778, els estatunidencs van negociar el tractat de Fort Pitt amb els delawares, que va donar lloc a la construcció del Fort Laurens al llarg del riu Tuscarawas. No obstant això, els plans estatunidencs es van complicar. White Eyes, el cap dels delaware que havia negociat el tractat, va ser assassinat aparentment el 1778 per milicians estatunidens. El seu rival, Captain Pipe, finalment va abandonar l'aliança amb els estatunidencs i es va traslladar a l'oest fins al riu Sandusky, on va començar a rebre el suport dels britànics de Detroit. A més, a causa d'una intensa guerra a l'est de Pennsilvània i l'estat de Nova York, el Congrés Continental no va poder proporcionar tropes per a operacions contra Detroit. Fort Laurens va ser abandonat el 1779.

### La campanya de Clark a Illinois
A finals de 1778, George Rogers Clark, un jove oficial de milícia de Virgínia, va llançar una campanya per apoderar-se el territori d'Illinois guarnida pels britànics. Amb una companyia de voluntaris, Clark va capturar Kaskaskia el 4 de juliol de 1778, el lloc principal del territori d'Illinois, i més tard va aconseguir ocupar Vincennes. Vincennes va ser recuperat pel general Henry Hamilton, el comandant britànic a Detroit. El febrer de 1779, Clark va marxar cap a Vincennes en una sorprenent marxa d'hivern i va capturar el propi Hamilton.

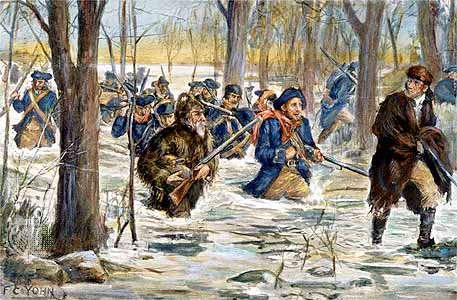
La marxa de Clark cap a Vincennes ha estat representada en moltes pintures, com aquesta il·lustració de F. C. Yohn
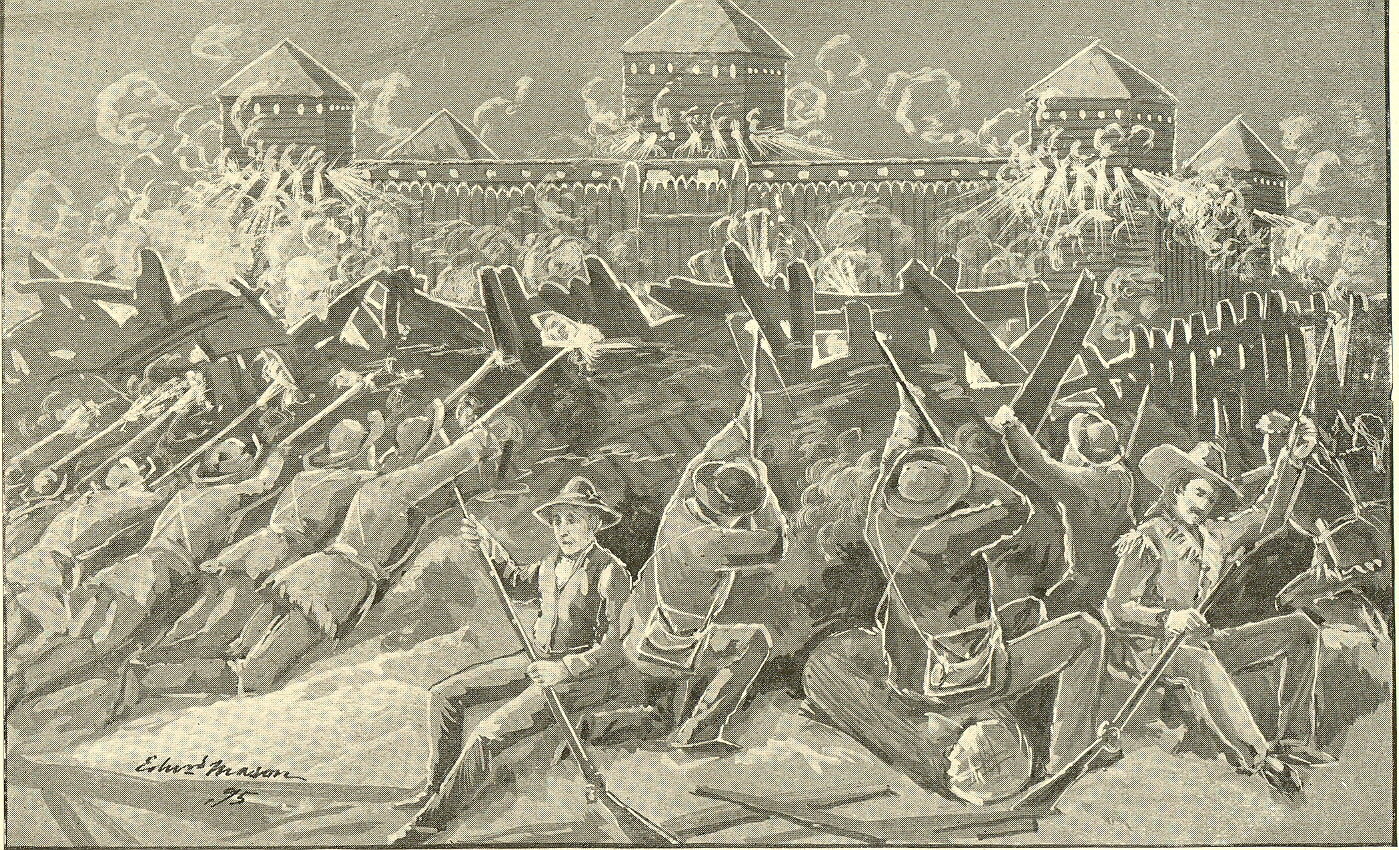
La nit de l'atac a Fort Sackville (Vincennes), 23 de febrer de 1779 (per Edward Mason, 1895)
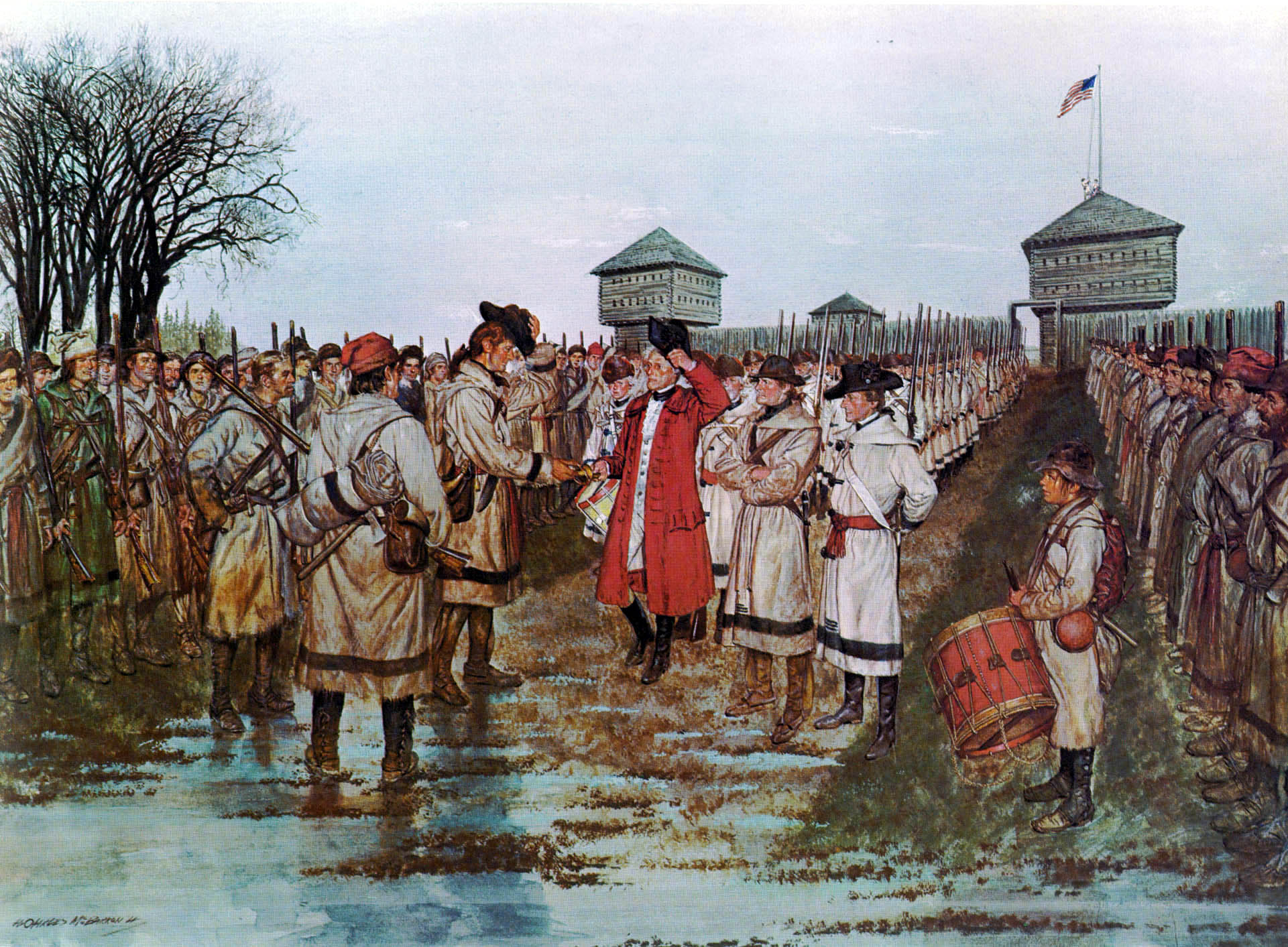
El tinent governador Henry Hamilton es rendeix al coronel George Rogers Clark, el 25 de febrer de 1779. Pintura de l'exèrcit dels Estats Units per Don Troiani

A la frontera estatunidenca, Hamilton era conegut com «el general comprador de cabells» perquè, segons creien, va animar els indis a matar i tallar el cuir cabellut dels civils estatunidencs. Per aquest motiu, el governador Thomas Jefferson va portar Hamilton a Williamsburg (Virginia), per ser jutjat com a criminal de guerra. Després que oficials britànics amenacessin amb represàlies contra presoners de guerra estatunidencs, Jefferson va decidir canviar Hamilton per un pres estatunidencs el 1781.

## 1780 - La gran ofensiva britànica i índia

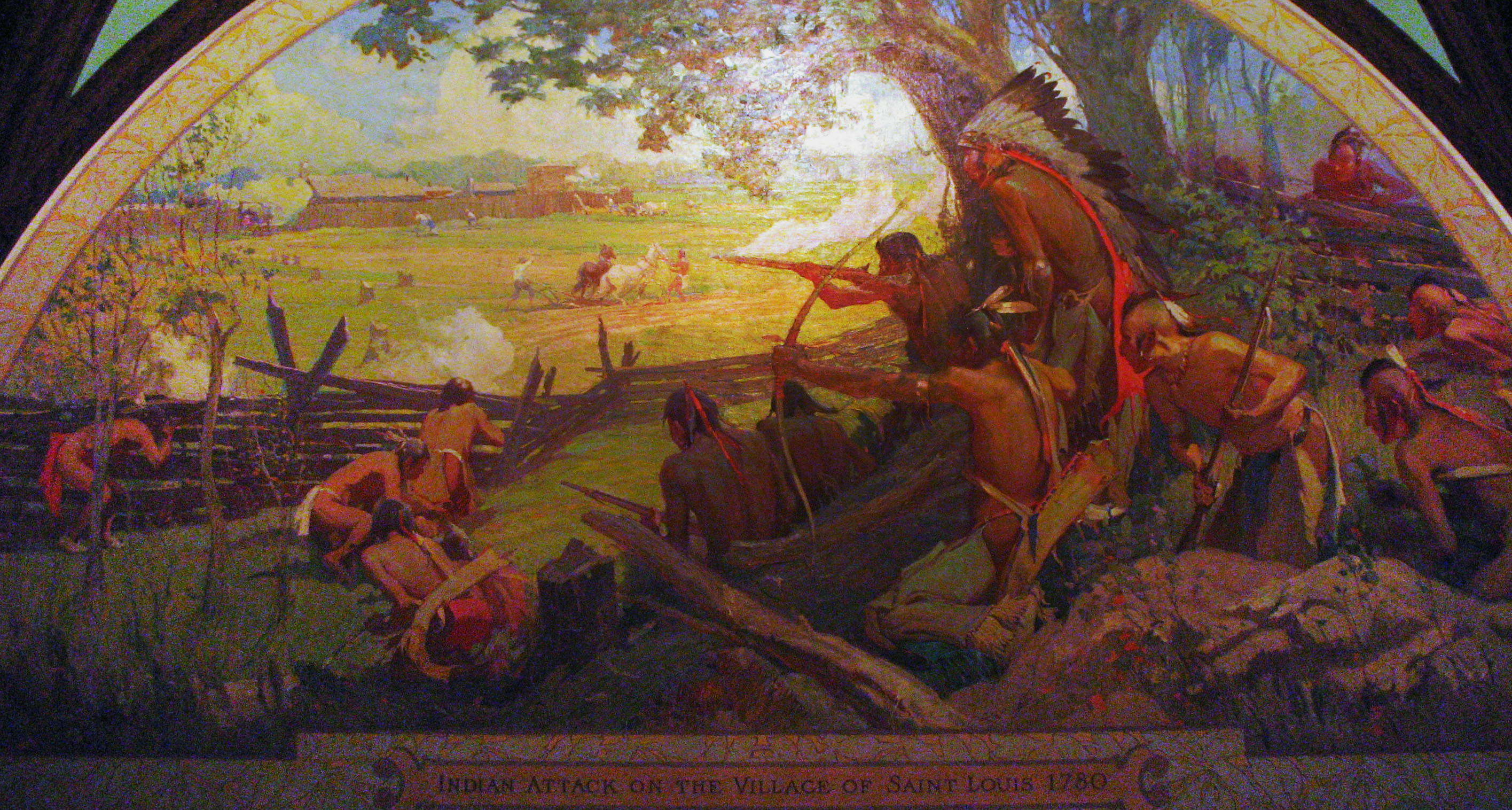
Batalla de Saint Louis (1780)

Durant els següents anys de la guerra, ambdues parts van llançar incursions les unes contra les altres, dirigint-se generalment a assentaments. El 1780, centenars de colons de Kentucky van ser assassinats o capturats en una expedició britànica-índia a Kentucky. George Rogers Clark va respondre dirigint una expedició a l'agost de 1780 que va destruir dues ciutats shawnee al llarg del riu Mad, però no va fer gaire mal als efectius bèl·lic indis.
A finals de maig, Saint Louis espanyol va ser atacat per una força britànica formada majoritàriament per indis i es va defensar amb èxit per la força criolla mixta espanyola i francesa. Fort San Carlos, una torre de pedra del modern centre de Sant Louis, va ser el centre d'aquesta defensa.
Al territori d'Illinois, l'oficial francès Augustin de La Balme va reunir una força de milícies de residents francesos per intentar prendre Fort Detroit. La força va ser destruïda al novembre pels miamis dirigits per Little Turtle. Al mateix temps, els gairebé abandonat Fort St. Joseph va ser atacat per estatunidencs de Cahokia. Però en el viatge de retorn van ser superats per britànics i els seus aliats indis a prop de Petit Fort.

## 1781
El governador espanyol a Saint Louis, Francisco Cruzat, va enviar una força d'uns 140 soldats espanyols i indis americans sota el comandament del capità Eugenio Pourré per capturar el fort Saint Joseph. Va ser capturat i saquejat el 12 de febrer de 1781.
A finals de 1780, Clark va viatjar cap a l'est per consultar amb Thomas Jefferson, el governador de Virgínia, sobre una expedició el 1781. Jefferson va idear un pla que demanava que Clark dirigís 2.000 homes contra Detroit. No obstant, reclutar prou homes era un problema. En temps de guerra, la majoria dels milicians preferien quedar-se a prop de casa més que no pas fer llargues campanyes. A més, el coronel Daniel Brodhead es va negar a separar els homes perquè estava dirigint la seva pròpia expedició contra els delawares, que havien entrat recentment a la guerra contra els estatunidencs. Brodhead va marxar al territori d'Ohio i va destruir Coshocton, la capital dels indis delaware, l'abril de 1781, però això només va fer que els delawares fossin enemics més decidits i privessin a Clark dels homes i subministraments necessaris per a la campanya de Detroit. La majoria dels delawares van fugir cap a les ciutats militants del riu Sandusky.

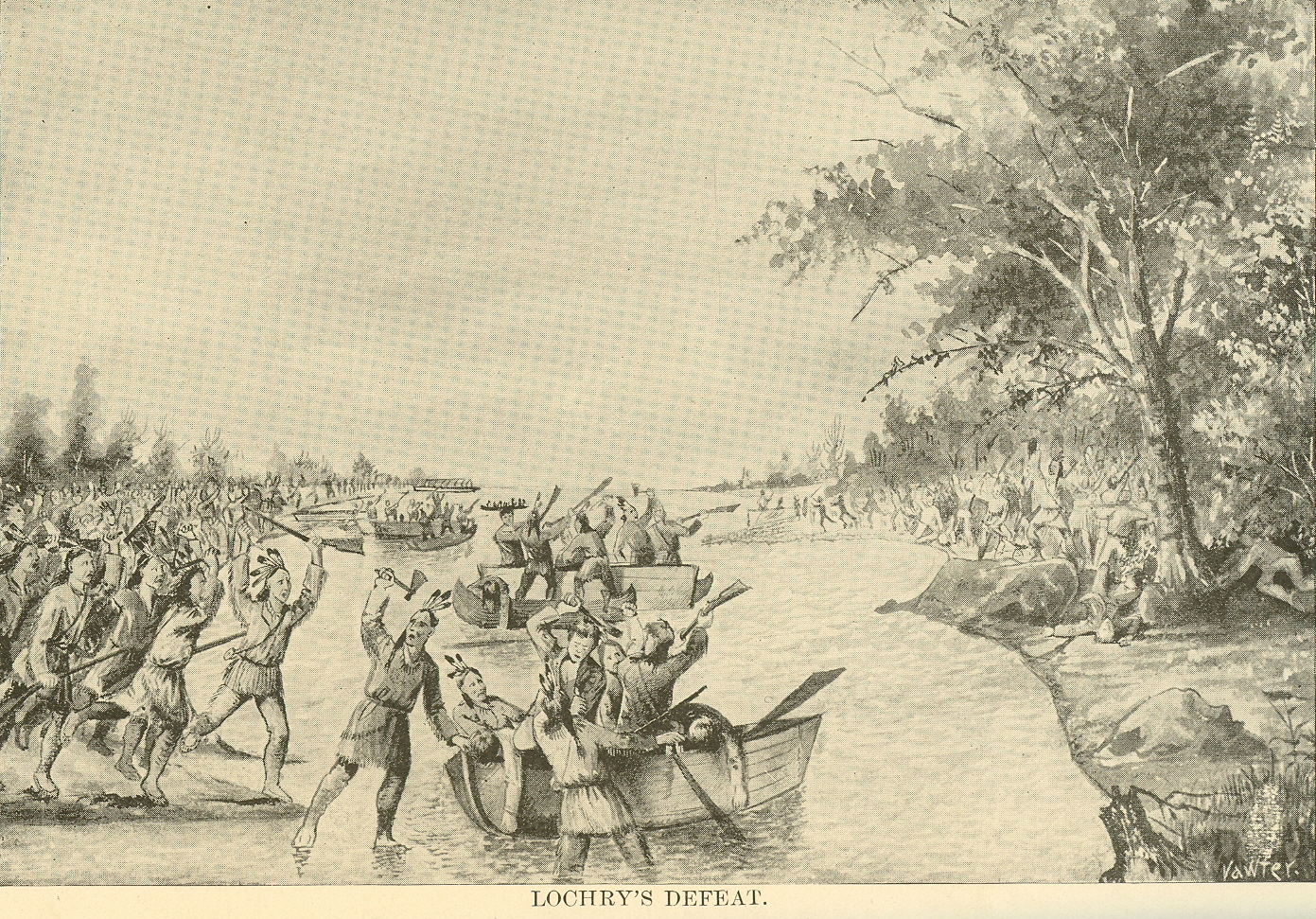
Massacre de Lochry. Il·lustració de Will Vawter per al llibre Conquest of the Country Northwest of the River Ohio (1895)
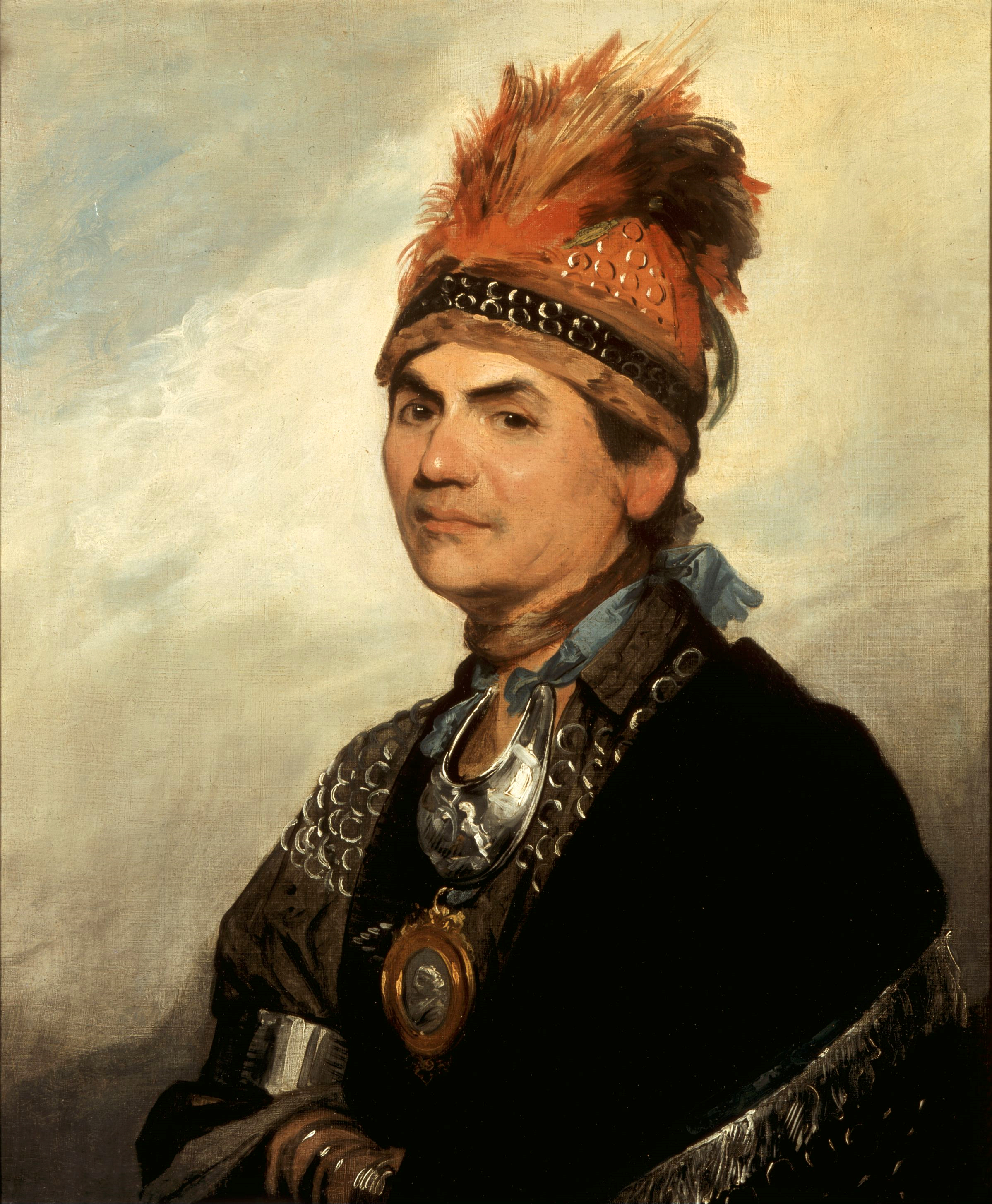
Joseph Brant, per Gilbert Stuart (1786)

Quan Clark finalment va abandonar Fort Pitt l'agost de 1781, estava acompanyat de només 400 homes. El 24 d'agost de 1781, un destacament d'un centenar dels seus homes va ser emboscat a prop del riu Ohio pels indis dirigits per Joseph Brant, un líder temporal dels mohawk a l'oest. La victòria de Brant va acabar amb els esforços de Clark per avançar contra Detroit.
Entre els combatents del riu Sandusky i els estatunidencs a Fort Pitt hi havia diversos pobles de delawares cristians. Els pobles eren administrats pels missioners moravians David Zeisberger i John Heckewelder. Tot i que no eren combatents, els missioners van afavorir la causa estatunidenca i van mantenir informats els oficials estatunidencs de Fort Pitt sobre l'activitat hostil britànica i índia. Com a resposta, el setembre de 1781, wyandots i delawares de Sandusky van traslladar forçadament els cristians delawares i els missioners a un nou poble (Captive Town) al riu Sandusky.

## 1782 -L'any de la sang

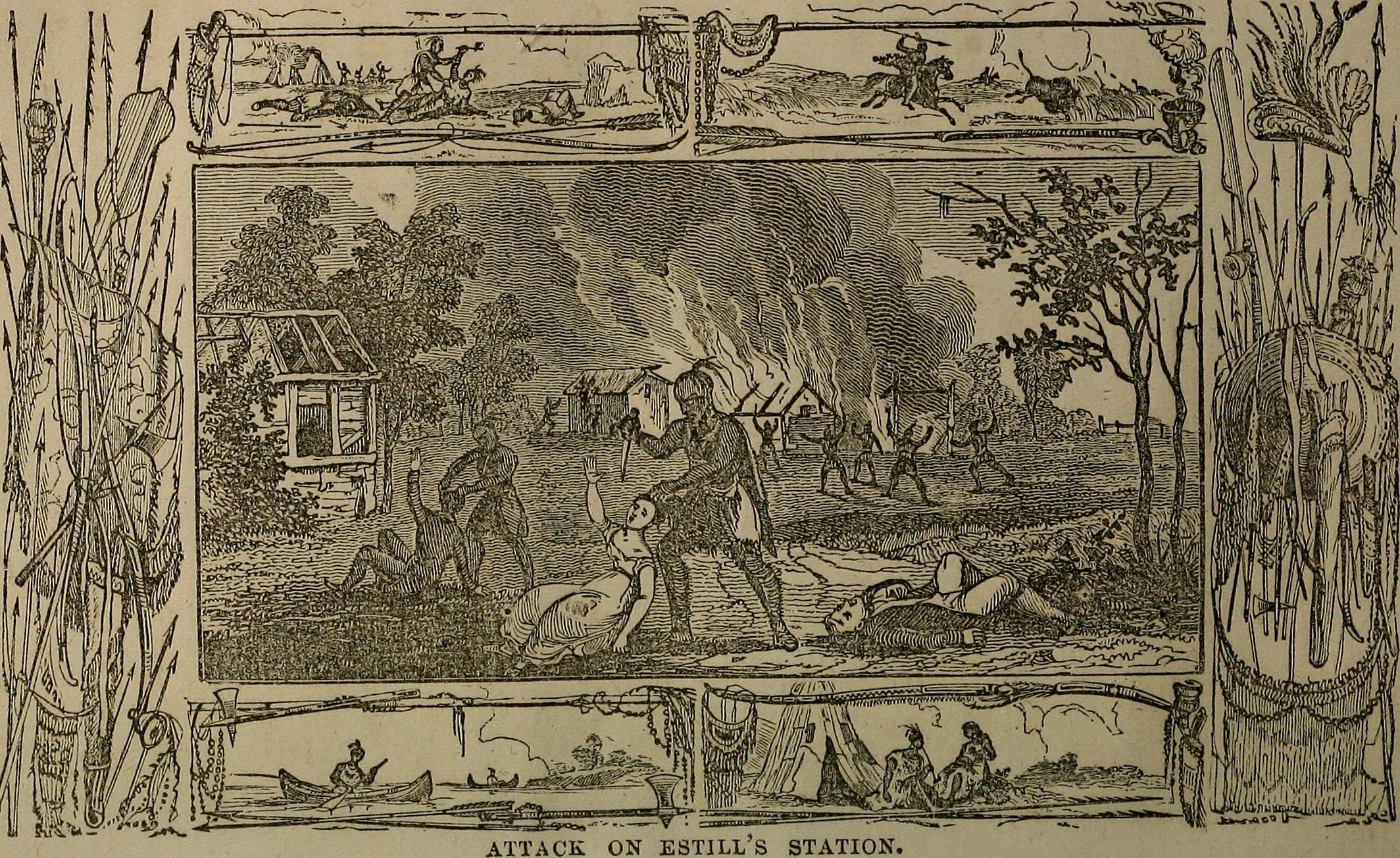
Atac a l'Estació d'Estill

Al març de 1782, 160 milicians de Pennsilvània sota el comandament del tinent coronel David Williamson es van dirigir-se cap al territori d'Ohio amb l'esperança de trobar els guerrers indis responsables dels atacs continus contra els colons de Pennsilvània. Enutjat per l'assassinat d'una dona blanca i el seu nadó pels indis, els homes de Williamson van detenir uns 100 delawares cristians al poble de Gnadenhütten. Els cristians delawares havien tornat a Gnadenhütten des de Captive Town per tal de recollir les collites que havien estat obligades a deixar enrere. Acusant els indis cristians d'haver ajudat als indis atacants, els pennsilvans van matar els 100 indis cristians, majoritàriament dones i nens, amb cops de martell al cap.
El coronel William Crawford de l'Exèrcit Continental va tornar del seu retir per dirigir 480 milicians voluntaris, la majoria de Pennsilvània, per endinsar-se al territori dels indis americans, amb la intenció de sorprendre els indis. Prèviament, els indis i els seus aliats britànics de Detroit ja estaven assebentats de l'expedició i van portar uns 440 homes a Sandusky per oposar-se als estatunidencs. Després d'un dia de combats indecís, els estatunidencs es van trobar envoltats i van intentar retirar-se. La retirada es va convertir en una fugida i la majoria dels estatunidencs van aconseguir tornar a Pennsilvània. Uns 70 estatunidencs van ser assassinats durant la retirada; les pèrdues índies i britàniques van ser mínimes.
Durant la retirada, el coronel Crawford i un nombre desconegut dels seus homes van ser capturats. Els indis van executar a molts d'aquests captius en represàlia per la massacre de Gnadenhütten a principis de l'any, en què uns milers de civils indis van ser assassinats per milicians de Pennsilvània. L'execució de Crawford va ser particularment brutal: va ser torturat almenys dues hores abans de ser cremat.
El fracàs de l'expedició de Crawford va causar alarma al llarg de la frontera estatunidenca, ja que molts estatunidencs temien que els indis embogessin per la seva victòria i llancessin una nova sèrie d'incursions. Encara havien de venir més derrotes per als estatunidencs, de manera que per als estatunidencs a l'oest dels monts Apalatxes, el 1782 es va fer conegut com «L'any de la sang». El 13 de juliol de 1782, el líder mingo Guyasuta va conduir uns 100 indis i diversos voluntaris britànics a Pennsilvània, destruint Hannastown i matant nou i capturant dotze colons. Va ser el cop més dur dels indis a Pennsilvània occidental durant la guerra.
A Kentucky, els estatunidencs es van posar a la defensiva mentre Caldwell, Elliott i McKee amb els seus aliats indis preparaven una ofensiva important. Fort Estill va ser atacat per indis wyandot el març de 1782. El coronel Benjamin Logan, comandant de la regió, i estacionat a l'Estació de Logan, es va assabentar que els guerrers wyandot estaven a la zona en ruta. Els indis, ajudats pels britànics de Detroit, havien atacat des de Boonsborough (davant de l'Estació d'Estill) al llarg del riu Kentucky. Logan va enviar 15 homes al capità Estill a l'Estació d'Estill amb ordres d'augmentar la seva força en 25 homes més i reconèixer el país cap al nord i l'est. Seguint les ordres, el capità Estill va arribar al riu Kentucky, uns quilòmetres sota la desembocadura de l'Estació Camp Creek, i va acampar aquella nit a Sweet Lick, ara coneguda com a Estill Springs. L'endemà, quan els homes van sortir de l'Estació d'Estill, un grup d'indis va aparèixer allà a la matinada del 20 de març, van atacar el fort, el van incendiar i van matar tot el bestiar. Tan bon punt els indis es van retirar, Samuel South i Peter Hackett, tots dos joves, van ser enviats a seguir el rastre dels homes i informar-los de la notícia. Els joves els van trobar a prop de la desembocadura de Drowning Creek i Red River a primera hora del matí del 21 de març. Dels 40 homes, aproximadament 20 tenien famílies dins del fort. Van tornar amb els nois a l'Estill d'Estill. La resta va travessar el riu Kentucky i va trobar el rastre dels indis. El capità Estill va organitzar una companyia de 25 homes, va seguir els indis i va patir el que es coneix com l'emboscada d'Estill, més tard coneguda com la batalla de Little Mountain (22 de març de 1782)..
El juliol del 1782, més de 1.000 indis es van reunir a Wapatomica, però l'expedició va ser cridada després que els exploradors informessin que George Rogers Clark es preparava per envair el territori d'Ohio des de Kentucky. Els informes van resultar ser falsos, però malgrat això, Caldwell va aconseguir portar 300 indis a Kentucky i donar un cop devastador a la batalla de Blue Licks l'agost. Amb les negociacions de pau entre els Estats Units i la Gran Bretanya avançant, es va ordenar a Caldwell que cessés les seves operacions. De la mateixa manera, el general Irvine havia obtingut el permís per a una expedició de l'Exèrcit Continental al territori d'Ohio, però aquesta va ser cancel·lada. Al novembre, George Rogers Clark va donar el cop final al territori d'Ohio, destruint diverses ciutats dels shawnee, però provocant poc dany als habitants.

## La pau i el llegat
La guerra al nord-oest, segons l'historiador David Curtis Scaggs, Jr. «va acabar en un punt mort». En els darrers anys de la guerra, cada bàndol podia destruir els assentaments enemics, però no podia ocupar i mantenir el territori. Per als shawnees, la guerra va ser una pèrdua: els estatunidencs havien defensat amb èxit Kentucky i van augmentar els assentaments, de manera que van perdre el seu principal territori de caça. Tot i que els indis es van retirar del riu Ohio i es van establir principalment a la conca del llac Erie, els estatunidencs no van ocupar les terres abandonades per por de les incursions índies.

Les cessions estatals que van permetre la creació dels territoris al nord i al sud-oest del riu Ohio
Territori nord-oest, 1787

Les notícies del pendent tractat de pau van arribar a finals del 1782. Al tractat final, Gran Bretanya va cedir el territori d'Ohio als Estats Units, tot i que «ni un sol soldat estatunidenc es trobava al nord del riu Ohio quan es va signar el tractat». Gran Bretanya no havia consultat els indis en el procés de pau i els indis no es mencionaven en cap lloc en els termes del tractat. Per als indis, la lluita continuaria aviat com la Guerra ameríndia del Nord-oest, encara que aquesta vegada sense el suport explícit dels britànics.